# Þorbjörn Þjóðreksson
Þorbjörn Þjóðreksson (Thorbiorn Thiodhreksson, 970-1003) fue un vikingo y bóndi de Ísafjörður en Islandia. Era hijo de Þjóðrekur Björnsson. Þorbjörn es uno de los personajes principales de la saga de Hávarðar Ísfirðings, donde aparece como rival de Hávarður, conflicto que desencadena la muerte de Ólafur Hávarðsson y una venganza que acabaría con su propia vida.